# Хаслер, Доминик
Доминик Хаслер (нем. Dominique Hasler, по отчиму Гантенбайн, Gantenbein, урождённая Матт, Matt; род. 6 октября 1978, Маурен или Лихтенштейн) — лихтенштейнский политический и государственный деятель. Член правоцентристской партии «Патриотический союз» (VU). В прошлом — министр иностранных дел, образования и спорта Лихтенштейна (2021—2025), министр внутренних дел, образования и окружающей среды Лихтенштейна (2017—2021).

## Биография
Родилась 6 октября 1978 года в Маурене.
Когда она была ребёнком родители развелись, мать повторно вышла замуж и Доминик получила фамилию отчима — Гантенбайн.
В 1994—2000 годах училась в кантональной средней школе в Заргансе в Швейцарии.
Окончила в 2006 году Межкантональный институт коррекционной педагогики в Цюрихе. В 2007—2009 годах училась коучингу в Institut für Angewandte Sozialwissenschaften (IAS) в Бад-Рагаце. В 2015 году получила степень Executive MBA (EMBA) в Университете Лихтенштейна.
В 2000—2006 годах работала коррекционным педагогом в специальной школе Seidenbaum в Трюбахе в швейцарской коммуне Вартау. Работала в 2006—2008 годах коррекционным педагогом в школе при Центре лечебной педагогики (Heilpädagogisches Zentrum, HPZ) в Шане в Лихтенштейне, в 2008—2010 годах — член правления школы и директор департамента в HPZ в Шане.
В 2009—2017 годах — член правления страховой компании Concordia.
В 2010—2016 годах — директор дома престарелых Святого Мартина (Haus St. Martin) в Эшене в Лихтенштейне и член правления фонда Liechtensteinische Alters- und Krankenhilfe (LAK). В 2017 году — член правления фонда LAK, а также директор по организационному развитию и коммуникациям.
С 2017 года — вице-президент попечительского совета фонда Förderstiftung MINT Initiative Liechtenstein, где MINT — это немецкий акроним для STEM. В переводе означает «математика, информатика, естественные науки и техника».
С 2017 года — член исполнительного комитета партии.
После парламентских выборов 2017 года Доминик Гантенбайн назначена 30 марта министром внутренних дел, образования и окружающей среды Лихтенштейна в коалиционном правительстве под руководством премьер-министра Адриана Хаслера, сменила Томаса Цвифельхофера.
В октябре 2018 года вышла замуж за Даниэля Хаслера (Daniel Hasler) и взяла фамилию мужа.
После парламентских выборов 2021 года Доминик Хаслер назначена 25 марта министром иностранных дел, образования и спорта Лихтенштейна в правительстве под руководством премьер-министра Даниэля Риша, сменила Катрин Эггенбергер. Правительство ушло в отставку 10 апреля 2025 года.